# Espace compactement engendré
En mathématiques, un espace topologique est dit compactement engendré si c'est un k-espace faiblement Hausdorff. Cette notion intervient en théorie de l'homotopie, dans l'étude des CW-complexes. Un espace X est :
- un k-espace si toute partie « compactement fermée » de X est fermée (une partie F de X est dite compactement fermée si pour toute application continue f d'un compact K dans X, f−1(F) est fermé dans K) ;
- faiblement Hausdorff[3] si toute application continue d'un compact dans X est fermée.

## Motivation des définitions
Se restreindre aux k-espaces sert principalement à obtenir une sous-catégorie de celle des espaces topologiques qui soit cartésienne fermée,,.
On démontre que X est faiblement Hausdorff, ou t2, si et seulement si sa diagonale est compactement fermée dans X×X, ce qui est une condition plus faible que la séparation usuelle de Hausdorff, ou T2, pour laquelle la diagonale doit être fermée. Plus précisément, la propriété t2 est située, dans la hiérarchie des axiomes de séparation, entre la séparation T1 et la séparation KC, ou T’2. Un espace KC est un espace dans lequel tout quasi-compact est fermé. Dans un espace faiblement Hausdorff, on demande seulement que les images continues de compacts soient fermées. Mais elles sont alors automatiquement séparées donc compactes, et il en résulte que
On en déduit facilement que X est KC. Ainsi, pour un k-espace, ces deux notions très proches de séparation (faiblement Hausdorff et KC) sont en fait équivalentes.
Un avantage de cette hypothèse de séparation est de permettre une reformulation plus simple de la définition des k-espaces : on vient de voir qu'un espace faiblement Hausdorff est un k-espace si et seulement si sa topologie est cohérente avec la famille de ses parties compactes. On peut remplacer fermé par ouvert dans cette caractérisation : un espace faiblement Hausdorff X est un k-espace si et seulement si une partie de X est ouverte dès que son intersection avec tout compact K de X est ouverte dans K. On peut aussi remplacer la famille de tous les compacts de X par n'importe quel recouvrement par des quasi-compacts.
L'un des intérêts de ne pas imposer une condition de séparation plus forte, comme la séparation usuelle, est de préserver la stabilité par colimites : le quotient d'un k-espace séparé par un fermé peut ne pas être séparé.

## Exemples
Les k-espaces sont exactement les quotients d'espaces localement compacts, en particulier tout espace localement compact (séparé par définition) est compactement engendré.
Tout espace métrisable est compactement engendré. Plus généralement, tout espace séquentiel est un k-espace et s'il est de plus à unique limite séquentielle alors il est faiblement Hausdorff.
Tout CW complexe est compactement engendré et séparé.

## Propriétés
Tout espace X peut être muni d'une nouvelle topologie définie comme suit : les fermés de ce nouvel espace, noté kX, sont par définition les parties compactement fermées de X. La topologie de kX est donc plus fine que celle de X mais les applications continues d'un compact dans X ou kX sont les mêmes, si bien que kX est un k-espace. Plus généralement, toute application continue d'un k-espace Y dans X est continue de Y dans kX. Autrement dit : le foncteur de « k-ification » est adjoint à droite de l'inclusion de la sous-catégorie des k-espaces dans celle des espaces topologiques ; de plus, si X est faiblement Hausdorff alors kX aussi.
L'inclusion de la sous-catégorie des espaces faiblement Hausdorff, quant à elle, admet un adjoint à gauche, qui associe à tout espace son quotient faiblement Hausdorff maximal.
Tout quotient et toute union disjointe de k-espaces est un k-espace, ainsi que tout produit par un localement compact.
Le produit existe dans la catégorie des k-espaces : c'est la k-ification du produit d'espaces topologiques, parfois notée ×k, qui en fait une catégorie monoïdale. Comme tout produit d'espaces faiblement Hausdorff est faiblement Hausdorff, la sous-catégorie des espaces compactement engendrés est également monoïdale.
X est un k-espace (si et) seulement si toute application de X dans un espace quelconque continue sur chaque compact de X est continue sur X.
Tout fermé d'un k-espace est un k-espace, mais l'espace d'Arens-Fort, bien que sous-espace d'un compact, n'est pas un k-espace.
Si X et Y sont des k-espaces et si CO(X, Y) désigne l'espace des applications continues de X dans Y muni de la topologie compacte-ouverte, l'application suivante est continue :